# João Francisco Cidade
João Francisco Cidade (Desterro, c. 1785 — Desterro, 18 de maio de 1870) foi um político brasileiro.
Filho de Antônio de Bittencourt Cidade e de Catarina Leocádia.
Foi membro do Conselho Geral da Província de Santa Catarina - 3ª legislatura. Foi deputado à Assembleia Legislativa Provincial de Santa Catarina na 1ª legislatura (1835 a 1837).